# Dialogo con Trifone

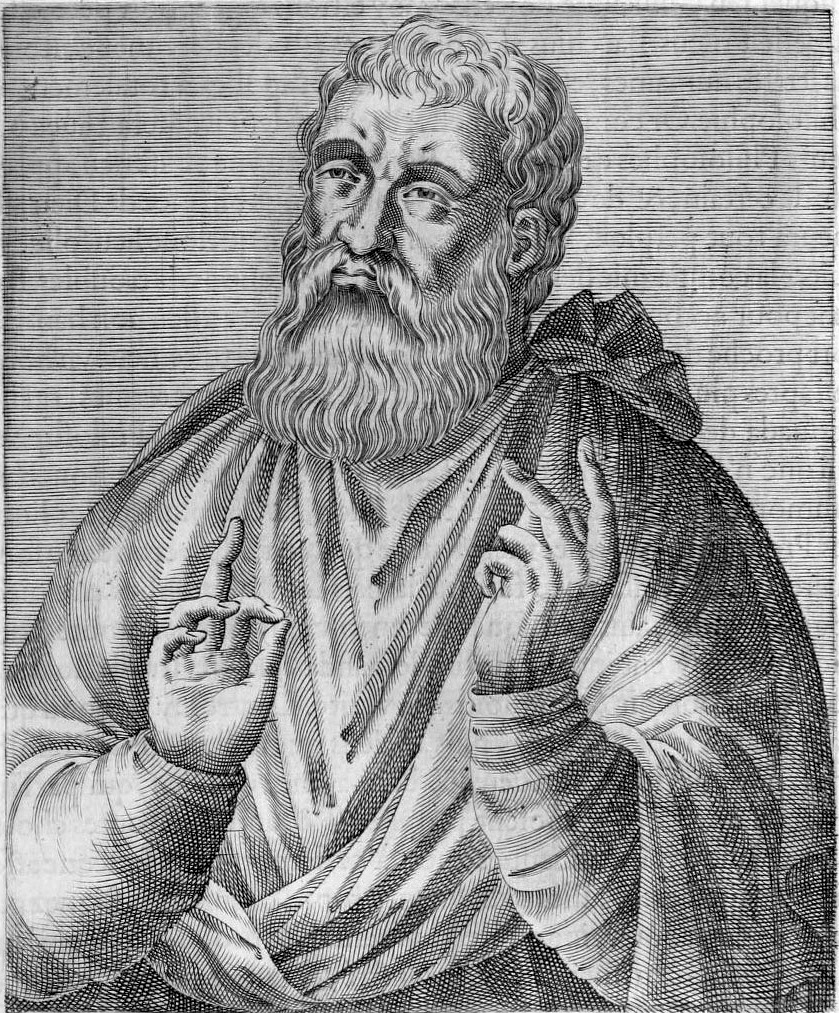
San Giustino martire

Il Dialogo con Trifone, insieme alla Prima e alla Seconda apologia, è un testo di apologetica cristiana del II secolo, solitamente datato tra il 155 e il 160 d.C.. È considerato un documento che descrive i tentativi del teologo san Giustino martire di dimostrare che il cristianesimo è la nuova legge per tutti gli uomini e di provare che Gesù è il Messia, basandosi sulle Sacre Scritture.
L'opera utilizza l'espediente letterario di un dialogo intellettuale tra Giustino e l'ebreo Trifone, concludendo che i cristiani sono il vero popolo di Dio.
Il dialogo si inserisce formalmente nella tradizione dei dialoghi platonici. Si rivolge in egual misura a ebrei, cristiani e pagani. Nelle parole di Henry Chadwick, "fra tutti i primi teologi cristiani, Giustino è il più ottimista sull'armonia esistente tra la filosofia greca e il cristianesimo".

## Testimoni
Il Dialogo con Trifone è noto da un unico manoscritto del XIV secolo (codex Parisinus gr. 450), a sua volta riprodotto con errori da un altro manoscritto del XVI secolo.

## Identità di Trifone
Alcuni studiosi hanno identificato Trifone con rabbi Tarfon, fatto contestato da numerosi altri, che considerano invece Trifone un personaggio fittizio inventato da Giustino per i suoi scopi letterari.

## Ambientazione e struttura
Giustino e Trifone si incontrano casualmente a Efeso. Giustino si era appena convertito al cristianesimo dopo aver esplorato varie scuole filosofiche e Trifone era appena fuggito dai disordini in Giudea.
Quando Giustino propone a Trifone di convertirsi al cristianesimo, il dialogo si anima. Trifone critica i cristiani per una serie di motivi e Giustino risponde a ogni critica.
In apertura del dialogo, Giustino racconta la sua vana ricerca tra stoici, peripatetici e pitagorici di una conoscenza soddisfacente di Dio; descrive il fatto che trovò nelle idee di Platone delle ali per la sua anima, con l'aiuto delle quali sperava di elevarsi alla contemplazione di Dio; e l'incontro in riva al mare con un uomo anziano che gli disse che questa beatitudine non poteva essere raggiunta per mezzo di sforzi umani, ma solo per la rivelazione divina trasmessa dai profeti all'umanità con parole che si erano adempiute in Cristo. La vita quotidiana dei cristiani e il coraggio dei martiri lo convinsero che le accuse contro di loro erano infondate. Così cercò di diffondere la conoscenza del cristianesimo come la vera filosofia.
Giustino rimprovera ai suoi interlocutori ebrei, che chiama amici, di dare ascolto a chi non riconosce in Gesù "il Cristo di Dio onnipotente".
Rimprovera ai Giudei la morte di Cristo.
Si rammaricava di constatare che i Giudei, dopo aver "scomunicato" i discepoli di Gesù, pregavano [...] maledicendo nelle [loro] sinagoghe coloro che credono in Cristo"; "[...] ci odiate", diceva ai suoi interlocutori "e mettete a morte anche noi [...] ogni volta che ne avete l'occasione, e lo maledite [Cristo] incessantemente, lui e i suoi discepoli [...]" (traduzione di Bernard Pouderon).
Giustino accusa anche gli ebrei di essere esseri ciechi, carnali e di non vedere oltre l'interpretazione letterale della legge religiosa: 
(Dialogo con Trifone', cap. 12)
Questo concetto trova la sua origine nel Nuovo Testamento: Paolo scrive in 2 Corinzi 3:13-15 che "ancora oggi, ogni volta che si legge Mosè, c'è un velo sulla loro mente; ma quando ci si rivolge al Signore, il velo viene tolto".
Tuttavia, non fu un testo radicalmente antigiudaico. Al contrario, disse che i giudeo-cristiani che, pur osservando le prescrizioni della legge mosaica, riconoscono in Gesù il Messia tanto atteso, saranno salvati. Arriva persino a dire che se i circoncisi, rispettando la legge ebraica e i suoi obblighi (senza però volerli imporre agli altri cristiani), riconoscono Gesù come il Cristo, penso che dovremmo accoglierli ed entrare in comunione con loro come con fratelli nati dallo stesso grembo (προσλαμβάνεσθαι καὶ κοινωνεῖν ἁπάντων, ὡς ὁμοσπλάγχνοις καὶ ἀδελφοῖς, δεῖν ἀποφαίνομαι) (traduzione di Bernard Pouderon; testo greco dal sito web di Philippe Remacle).
Nel Dialogo, Giustino scrisse anche: 
(Dialogo con Trifone, cap. 80)
Questo passo è talvolta citato come prova che la Chiesa primitiva sottoscriveva la dottrina del sonno dell'anima. Tuttavia, nel capitolo 18 della sua Prima Apologia egli afferma che "anche dopo la morte le anime sono in uno stato di percezione sensibile". Pertanto, alcuni sostengono che l'enfasi di Giustino sia nel dire che la negazione della resurrezione dei morti è ciò che rende questi gruppi non cristiani.[7]
Nella sua edizione critica (con traduzione in francese), Philippe Bobichon dimostra la natura particolare di questo testo, influenzato in egual misura dal pensiero greco e rabbinico.
Alla fine del dialogo, Trifone si rammarica che questo tipo di dibattito tra ebrei e cristiani non sia più frequente; Giustino vuole che i suoi interlocutori smettano di allinearsi alle posizioni farisaiche.
Nel frattempo, tutti rimangono sulle proprie idee.

## Datazione
Poiché il testo cita la Prima Apologia di Giustino martire, scritta tra il 150 e il 155 d.C., il Dialogo con Trifone deve essere stato scritto dopo di essa. Si è ipotizzato che la redazione fosse databile tra il 155 e il 167, mentre alcuni studiosi propendono per un periodo compreso tra il 155 e il 160,  o addirittura per una data più specifica, intorno al 160.
Si suppone che la conversazione, cortese e incisiva, riportata in questo testo abbia avuto luogo poco dopo la rivolta ebraica di Bar Kokhba (fra il 132 e il 135).

## Autenticità
Il Dialogo con Trifone e le due Apologie sono universalmente accettati dagli studiosi come opere autentiche di Giustino. Sebbene siano conservate solo nella Sacra parallela, erano note a Taziano, Metodio di Olimpo ed Eusebio di Cesarea; la loro influenza è rintracciabile in Atenagora di Atene, Teofilo di Antiochia, lo Pseudo-Melito e soprattutto Tertulliano. Eusebio parla di due Apologie, ma le cita entrambe come se fossero una sola, come in effetti sono nella sostanza. La paternità è confermata non solo dal riferimento del capitolo 120 del Dialogo all'Apologia, ma anche dall'unità di trattamento. Zahn ha dimostrato che il Dialogo era originariamente diviso in due libri, che c'è una notevole lacuna nel capitolo 74, così come all'inizio, e che probabilmente si basa su un fatto realmente accaduto a Efeso, utilizzando la personalità del rabbino Tarfon, anche se in forma ellenizzata.
Ad ogni modo, il dialogo è una importante testimonianza delle tradizioni rabbiniche del II secolo, tradizioni che influenzarono notevolmente l'elaborazione teologica di s. Giustino.

## Edizioni

### In inglese
Justin Martyr, Dialogue with Trypho, in Alexander James Roberts e James Donaldson (a cura di), Ante-Nicene Christian Library, traduzione di George Reith, II, Edinburgh, T. & T. Clark, 1885.}
- Justin Martyr, Dialogue with Trypho, a Jew (PDF), traduzione di Paul Vincent Spade, Bloomington, Indiana, USA, Paul Vincent Spade, 22 luglio 1995 (archiviato dall'url originale l'11 maggio 2008)., dal testo greco curato da van Winden nel 1971.

### In francese
- Justin martyr (trad. du grec), Œuvres complètes, Migne, 1994, 429 p., Collection Bibliothèque (ISBN 978-2908587173), « Dialogue avec le juif Tryphon (Dialogus cum Tryphone Iudaeo) », p. 99-315.
- Justin de Naplouse, Premiers écrits chrétiens, Paris, Gallimard, coll. « Bibliothèque de la Pléiade », 20 octobre 2016, 1648 p. (ISBN 978-2070134861), « Dialogue avec le juif Tryphon », p. 400-573.

### In tedesco
- Katharina Greschat, Michael Tilly (Hrsg.): Dialog mit dem Juden Tryphon. Übersetzt aus dem Griechischen von Philipp Haeuser.  Neu gesetzte und überarbeitete Ausgabe, nach der Ausgabe Kempten 1917 (= Bibliothek der Kirchenväter.). MarixVerlag, Wiesbaden 2005, ISBN 3-86539-058-7.

### In greco
- J. C. M. van Winden, An Early Christian Philosopher: Justin Martyr's Dialogue with Trypho, Philosophia patrum, vol. 1, Leiden, E. J. Brill, 1971.
- (FR) P. Bobichon, Dialogue avec Tryphon: édition critique. Introduction, Texte grec, Traduction, Commentaires, vol. 1, Éditions universitaires de Fribourg, 2003, ISBN 978-2-8271-0958-6. (copia digitalizzata: Volume I, Volume II)
- (GRC) Ruslan Khazarzar (a cura di), Τοῦ ἁγίου Ἰουστίνου πρὸς Τρύφωνα Ἰουδαῖον Διάλογος, su khazarzar.skeptik.net.